# Avi Nash
Avi Nash   (Los Angeles, 24 de gener de 1991), és un actor estatunidenc, conegut pel seu paper de Siddiq a la sèrie de televisió de terror post-apocalíptic AMC The Walking Dead (2017–2020).

## Primers anys de vida
Nash va néixer als Estats Units, el seu pare és guyanès i la seva mare és de Bombai.
Nash va començar a actuar a l'últim any de batxillerat per atrevir-se a provar l'obra de l'escola; abans d'això, es va identificar principalment com a artista visual.
Nash va assistir a la Universitat Stanford quan tenia 17 anys, on va actuar amb la Stanford Shakespeare Company. Va ser companys de classe amb Sameh Gadhia de Young the Giant, que va animar Nash a dedicar-se seriosament a l'actuació abandonant ell mateix per seguir una carrera musical professional. Així, després de primer any, Nash va deixar Stanford per assistir a l'escola d'actuació sota la direcció d'Anupam Kher a Actor Prepares (Bumbai) durant sis mesos. No obstant això, més tard va tornar a completar la carrera, citant sentiments contradictoris entre els seus diversos interessos.
Es va graduar amb un títol d'honor a la Universitat Stanford el 2012, on es va especialitzar en Ciències Matemàtiques i Computacionals mentre estudiava arquitectura.
Més tard, Nash es va formar en teatre a l'Acadèmia de Música i Art Dramàtic de Londres and graduated with an MA in 2016. i es va graduar amb un màster el 2016.
Abans d'actuar, va ser cuiner en un restaurant a porta tancada (puerta cerradas) que va sortir d'un hostal a Buenos Aires i va fer excursions en bicicleta.

## Carrera
Va debutar en el llargmetratge a Aprenent a conduir al costat de Sir Ben Kingsley i Patricia Clarkson, dirigida per la directora espanyola Isabel Coixet. La pel·lícula es va estrenar al Festival Internacional de Cinema de Toronto de 2014, on va guanyar el Primer Accés al Premi People’s Choice.
El 2017, Nash va interpretar el primer personatge musulmà-americà masculí d'AMC, The Walking Dead, Siddiq, a la temporada 8 del programa. Com a resultat, ha assistit a diferents convencions de còmics al llarg dels anys, incloent Walker Stalker Con.

## Vida privada
Ara resideix entre Los Angeles, Londres i Nova York.
Nash sabia llegir i escriure en devanagari i en urdú. Va prendre el seu curs de llengua hindi a Stanford i va fer la seva classe d'interpretació a l'Índia completament en hindi. Nash va aprendre portuguès de la seva exparella mentre vivia breument a prop de la frontera brasilera.

## Filmografia

### Cinema
| Any  | Títol              | Paper       | Notes |
| ---- | ------------------ | ----------- | ----- |
| 2013 | Life of Guy        | Younger Guy | Curt  |
| 2013 | E-103              | E-103       | Curt  |
| 2014 | Aprenent a conduir | Preet       |       |
| 2015 | Postal Jerks       | Juan        |       |
| 2016 | Amateur Night      | Orderly     |       |
| 2016 | Barry              | Saleem      |       |
| 2019 | Hosea              | Henry       |       |
| 2022 | There There        |             |       |

### Televisió
| Any        | Títol            | Paper      | Notes       |
| ---------- | ---------------- | ---------- | ----------- |
| 2015; 2019 | Silicon Valley   | Wajeed     | 2 episodis  |
| 2017–2020  | The Walking Dead | Siddiq     | 27 episodis |
| 2023       | Silo             | Lukas Kyle | 7 episodis  |
| 2023       | Black Mirror     | Krish      | 1 episodi   |